# سفينة زيبلين 129 هيندينبيرغ

سفينة زيبلين 129 هيندينبيرغ أو منطاد هيندينبيرغ (بالإنجليزية: Luftschiff Zeppelin 129 Hindenburg) أو (LZ 129 Hindenburg) كانت سفينة هوائية ألمانية من أطول أنواع الطائرات من حيث الحجم في ذلك الوقت. حلَّق المنطاد لأول مرَّة في 4 مارس من عام 1936 إلى أن وقع حريق فيهِ وتسبب في تحطم منطاد هيندينبرغ الهوائي بعد 14 شهر في 6 مايو من عام 1937. وصل عدد رحلاته إلى 63 رحلة.